# Epilobium conjungens
Epilobium conjungens là một loài thực vật có hoa trong họ Anh thảo chiều. Loài này được Skottsb. mô tả khoa học đầu tiên năm 1906.